# World Doubles Championships 1975
Il World Doubles Championships 1975 è stato un torneo di tennis femminile che si è giocato a Tokyo in Giappone dal 9 al 12 aprile su campi in sintetico indoor. È stata la 1ª edizione del torneo.

## Campionesse

### Doppio
Margaret Court /  Virginia Wade hanno battuto in finale  Rosemary Casals /  Billie Jean King con il punteggio di 6–7, 7–6, 6–2